# Orconectes wrighti
Orconectes wrighti là một loài tôm sông trong họ Cambaridae.